# York Mills (métro de Toronto)
York Mills est une station de la ligne 1 Yonge-University du métro, de la ville de Toronto en Ontario au Canada. Elle est située sur la Yonge Street à la hauteur du croisement avec la Wilson Avenue et le York Mills Road (en), dans le quartier Hoggs Hollow (en).

## Situation sur le réseau
Établie en souterrain, la station York Mills de la ligne 1 Yonge-University, précède la station Lawrence, en direction du terminus Vaughan Metropolitan Centre, et elle est précédée par la station Sheppard-Yonge, en direction du terminus Finch.

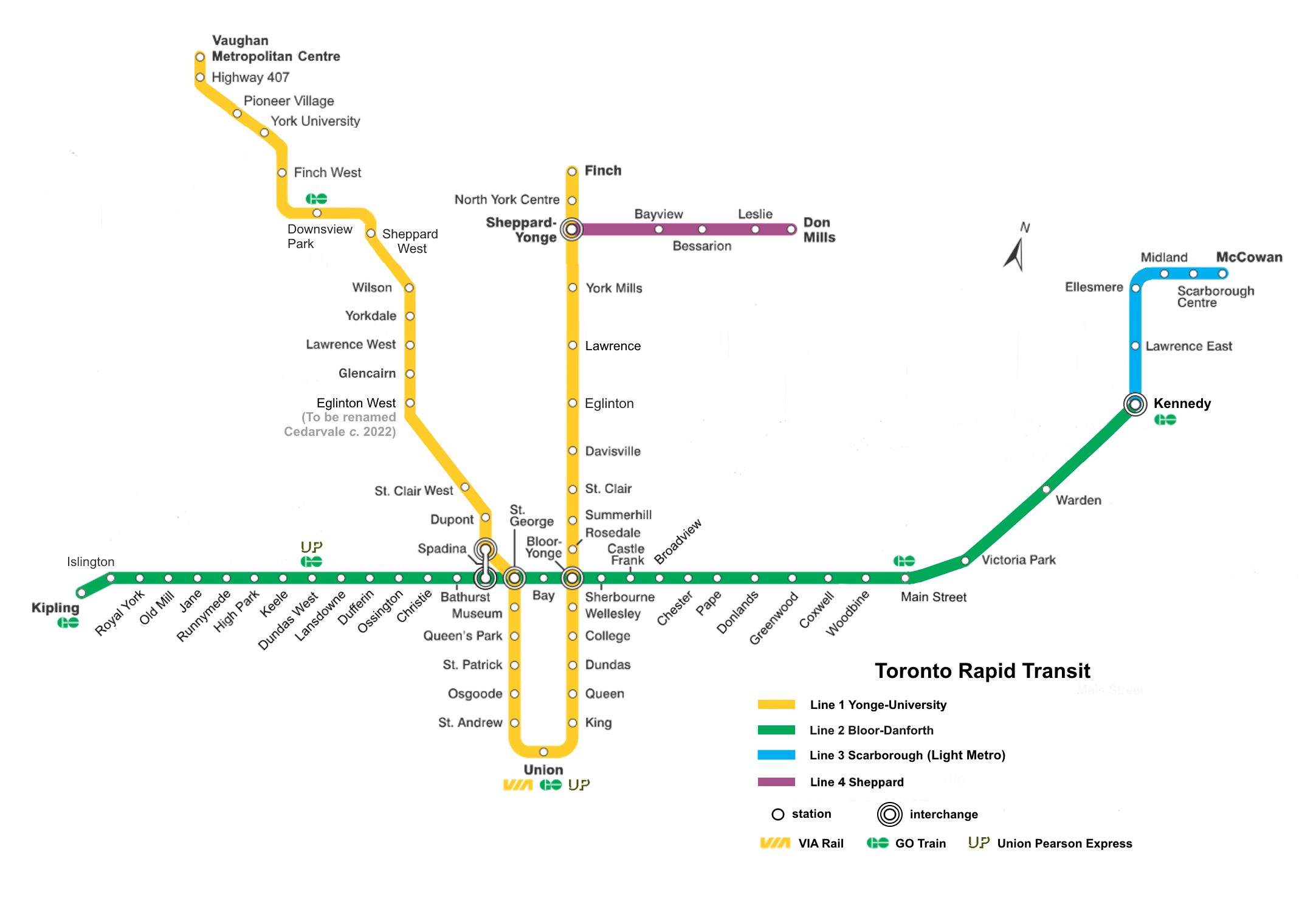
Plan du métro de Toronto (2018).

## Histoire

### Alignement controversé
Dès le départ, les concepteurs du métro savaient que le prolongement serait confronté à un terrain difficile à l'approche d'York Mills. Au nord du chemin Glen Echo, la rue Yonge descend dans une vallée profonde creusée par la branche ouest de la rivière Don. Cette descente abrupte, dans une zone appelée Hogg's Hollow, a contrarié les constructeurs de routes et de voies ferrées précédents, comme en témoignant les nombreux itinéraires différents empruntés par la rue Yonge pour traverser la vallée, le boulevard Yonge et la rue Old Yonge.
Les plans initiaux du métro prévoyaient que la ligne serait creusée sous le côté ouest de la rue Yonge et une partie du boulevard Yonge, avant d'émerger sur une section surélevée enjambant la rivière Don et l'avenue Wilson, avant de replonger sous l'autoroute 401. Cette proposition s'est avérée très impopulaire auprès des résidents locaux, qui se sont opposés au nombre de maisons qu'il faudrait exproprier et aux éventuels problèmes de bruit résultant de l'exploitation des trains en surface (et ce, en dépit du fait que l'autoroute 401 se trouvent déjà dans la zone et faisait du bruit).
Le coût des expropriations et la pression exercée par les résidents ont mené la Commission à repenser le prolongement. Une nouvelle conception prévoyait que la ligne se dirige vers le nord sur le côté est de Yonge et reste souterraine dans la vallée. Cela signifiait que la station devait s'ouvrir pratiquement sous la rivière Don. Pour ce faire, la Commission a construit la station sous la forme d'une île en béton qui « flotte » sous la branche ouest de la rivière Don. La chambre souterraine est située sous le lit de la rivière, avec des murs plus épais que la moyenne pour tenir la rivière à distance.

### Grève, changements et inauguration
Lors de la construction du prolongement de la ligne Yonge vers le nord, des problèmes de main-d'œuvre ont contrarié le plan de la Commission visant à ouvrir l'ensemble de la ligne à temps. Afin de respecter la date d'ouverture de mars 1973, la Commission a décidé de réduire le prolongement initial (qui allait jusqu'à la station Sheppard) à York Mills et d'ouvrir le tronçon entre York Mills et Sheppard en même temps que le prolongement vers Finch.
Malgré cela, des grèves ont contraint la Commission à ouvrir la station sans escaliers mécaniques en état de marche à son entrée automatique du chemin Old York Mills. Ce problème était frustrant pour les clients, étant donné la profondeur de la station et la profondeur des escaliers qu'il fallait gravir. Certains de ces escaliers mécaniques n'ont été mis à la disposition du public qu'en juin 1973.
La station York Mills a été la première station à ouvrir à North York. Ce fait a été célébré le 30 mars 1973. Près de 400 invités et officiels se sont rassemblés à la station d'Eglinton vers 14 h pour monter à bord d'un train inaugural portant un panneau indiquant « Official Opening - Yonge Subway Extension » (ouverture officielle - prolongement du métro Yonge). Le maire de Toronto, David Crombie, a ouvert le train en brandissant une banderole intitulée « Get Ready - North York, Here Comes the Subway » (Préparez-vous, North York, voici le métro). Le train s'est ensuite dirigé vers la station Lawrence, où l'attendait un autre groupe de dignitaires, dont le maire de North York, Mel Lastman. Lastman et Crombie activent ensemble un signal symbolique pour envoyer le train à York Mills, après quoi Lastman lui-même prend les commandes et conduit le train inaugural jusqu'à York Mills.

### Pôle régional
Lorsque la station a ouvert ses portes, elle était située en dehors de la zone tarifaire centrale de la TTC. Les clients payaient le tarif de la zone 1 en montant dans le métro, mais le tarif de la zone 2 était exigé pour tous les autobus en correspondance avec la station. Le terminus d'autobus, située au coin nord-est de Yonge et York Mills, se trouvait donc à l'extérieur des portillons d'accès. Le terminus desservait les autobus de la TTC et les autocars de Gray Coach et, plus tard, les autobus de GO Transit.
Le terminus d'autobus lui-même serait le premier changement majeur apporté à la station. Une proposition de réaménagement au milieu des années 1980 a conduit la Commission à fermer la station et à déplacer temporairement les autobus correspondants de l'autre côté de la rue, vers le terminus de GO Transit et de Gray Coach et le stationnement incitatif. Le York Mills Centre s'éleva bientôt à l'ancien emplacement, y compris un terminus de bus fermé de la TTC. Lors de l'ouverture du nouveau terminus, les portillons d'accès au niveau du hall ont été déplacés sans devoir présenter une correspondance. En même temps, un nouveau terminus GO a été ouvert au nord du terminus de la TTC, les correspondances se faisant via le hall commercial du York Mills Centre.
La fréquentation du terminus York Mills par Gray Coach a diminué après l'ouverture du métro. Le prolongement du métro jusqu'à Finch, ainsi que la construction d'un nouveau terminus régional desservant les banlieues du nord ont fait fuir certains bus. L'autobus express de l'aéroport a disparu en 2000, ne laissant que GO Transit desservir le terminus pour ses services express empruntant l'autoroute 401, en direction ouest vers Brampton et Georgetown via le terminus régional de Yorkdale et en direction est vers Oshawa, via le terminus régional de Scarborough Centre. Bien que les autobus GO fréquentent ce terminus encore souvent, son importance a légèrement diminué avec l'augmentation des services d'autobus sur l'autoroute 407, et leur desserte de l'Université York, et plus tard du terminus d'autobus de l'autoroute 407, comme pôle régional de GO Transit.

### York Mills d'aujourd'hui
La station York Mills a été rendue accessible aux fauteuils roulants en 2007, avec deux ascenseurs reliant les quais du métro au niveau du hall. Un ascenseur qui n'appartient pas à la Commission, est géré par le York Mills Centre, et permet aux usagers d'accéder à la rue.
La bataille que cette station a menée pendant des décennies contre la rivière Don ne s'est faite sans pertes. Si la structure de la station reste saine, l'humidité a entraîné la détérioration des carreaux des murs de la station. Vers 2010, certains de ces carreaux sont tombés sur les voies, ce qui a mené la Commission à retirer tous les carreaux bleu-vert distinctifs de la station, exposant ainsi les murs de béton nus. Fin 2014, la TTC a appliqué un traitement mural en tôle émaillée, redonnant à la station une partie de sa couleur originale.
Le 27 mars 2012, des lecteurs de la carte Presto a été installés à la station York Mills.
En 2015, 263 places de stationnement de la station ont été vendues à des promoteurs immobiliers. La construction d'un complexe à usage mixte à l'angle nord-ouest de Wilson et Yonge nécessite la démolition de l'entrée de la station de métro située à cet angle. En juillet 2022, la TTC prévoit la construction d'une nouvelle entrée accessible dans le cadre du nouveau projet. L'achèvement des travaux est prévu pour 2025.

## Services aux voyageurs

### Accès et accueil
La station York Mills dispose de cinq entrées, dont deux accessibles :
- Les entrées du 4025, rue Yonge et du 16, chemin York Mills sont situées près de la rue Yonge et du chemin York Mills, et l'accès à la station de métro se fait par le York Mills Centre. Un ascenseur n'appartenant pas à la TTC permet d'accéder au niveau du hall.
- L'entrée du chemin Old York Mills est située près de la rue Yonge et du chemin Old York Mills. Un débarcadère est situé sur le chemin York Mills. Des escaliers mécanique et fixe permettent d'accéder directement au niveau des quais.
- L'entrée Yonge et Wilson est située à l'angle nord-ouest de la rue Yonge et de l'avenue Wilson.
- L'entrée du Yonge Corporate Centre est située au 4100, rue Yonge, près de l'avenue Wilson. L'accès au tunnel est possible en semaine de 6h à minuit, le samedi de 8h à 23h30, et le dimanche de 9h à 21h30.

La station comporte trois niveaux : le niveau de la rue, le niveau du hall et le niveau des quais.
- Les entrées sont situées au niveau de la rue. Le niveau du hall est accessible par un ascenseur, des escaliers roulants et fixes depuis les entrées et les quais d'autobus. Les quais d'autobus ne sont accessibles que par le niveau du hall. L'arrêt du transport adapté se trouve au quai de bus juste à côté des lignes 96, 115 et 122. La ligne 97 Yonge s'arrête sur la rue Yonge.
- Le niveau du hall est équipé de portillons d'accès. Le niveau de la rue, les quais d'autobus, et les quais de métro sont accessibles par un ascenseur, des escaliers mécaniques ou fixes.
- Les trains en direction de Finch ou de Vaughan s'arrêtent au niveau des quais du métro. Le niveau du hall est accessible par un ascenseur, des escaliers mécaniques ou fixes.

La station dispose de supports à vélos et d'un débarcadère sur le chemin Old York Mills.

### Desserte
La station est ouverte en semaine de 05h30 à 02h15, le samedi et les jours fériés de 05h45 à 02h10, et le dimanche de 08h à 02h10. Après les heures d'ouverture de la station, tous les autobus de nuit de la TTC s'arrêtent soit sur la rue Yonge, le chemin York Mills ou l'avenue Wilson.
La station York Mills est desservie par les rames de la ligne 1 Yonge-University. Le premier passage est à 05h38 en semaine, 05h48 le samedi et à 08h le dimanche en direction de Vaughan, à 05h38 en semaine, à 05h56 le samedi et à 08h12 le dimanche en direction de Finch. Le dernier passage est à 01h26 tous les soirs en direction de Vaughan, à 02h11 en semaine et à 02h08 en fin de semaine en direction de Finch.

### Intermodalité
La station est desservie par ces lignes d'autobus de la TTC suivantes :
| Ligne | Nom                | Notes |
| ----- | ------------------ | --- |
| 78    | St. Andrews        | Direction est vers l'avenue Bayview                                                                                             |
| 95A   | York Mills         | Direction est vers le chemin Port Union                                                                                         |
| 95B   | York Mills         | Direction est vers l'Université de Toronto à Scarborough                                                                        |
| 96A   | Wilson             | Direction ouest vers John Garland et Kipling                                                                                    |
| 96B   | Wilson             | Direction ouest vers Martin Grove et Westhumber                                                                                 |
| 97B   | Yonge              | Direction nord vers l'avenue Steeles, direction sud vers Queens Quay via le boulevard Yonge (Arrêts sur la rue Yonge)           |
| 97C   | Yonge              | Direction nord vers l'avenue Steeles, direction sud vers Queens Quay (Arrêts sur la rue Yonge)                                  |
| 97D   | Yonge              | Direction nord vers l'avenue Steeles, direction sud vers la station Davisville (Arrêts sur la rue Yonge)                        |
| 97F   | Yonge              | Direction nord vers l'avenue Steeles, direction sud vers la station Davisville via le boulevard Yonge (Arrêts sur la rue Yonge) |
| 115   | Silver Hills       | Direction est vers la rue Leslie (Gare d'Oriole)                                                                                |
| 122   | Graydon Hall       | Direction est vers la promenade Roywood via le chemin Lesmill                                                                   |
| 165   | Weston Road North  | Direction ouest vers l'avenue Steeles                                                                                           |
| 320   | Yonge              | Autobus de nuit. Direction nord vers l'avenue Steeles, direction sud vers Queen's Quay. (Arrêts sur la rue Yonge)               |
| 395   | York Mills         | Autobus de nuit. Direction est vers Meadowvale et Shepaprd. (Arrêt sur le chemin York Mills)                                    |
| 396   | Wilson             | Autobus de nuit. Direction ouest vers Martin Grove et Steeles. (Arrêt sur l'avenue Wilson)                                      |
| 995   | York Mills Express | Direction est vers l'Université de Toronto à Scarborough                                                                        |
| 996   | Wilson Express     | Direction est vers la station Ellesmere, direction ouest vers le Collège Humber                                                 |

Le terminus régional de GO Transit en-dessus de la station dessert ces lignes d'autobus de GO Transit suivantes :
- 19 Mississauga / North York
- 32 Brampton Trinity Common / North York
- 33 Guelph / North York
- 36 Brampton / North York
- 92 Oshawa / Yorkdale

## Art public
Une tapisserie intitulée « Breaking Ground », réalisée par l'artiste Laurie Swim, a été réalisée dans la station en 2010 pour commémorer le 50e anniversaire d'un accident survenu à Hoggs Hollow. Le 17 mars 1960, l'incident connu sous le nom de « tragédie de Hoggs Hollow » s'est produit. Cinq jeunes travailleurs immigrés italiens ont été tués alors qu'ils construisaient un tunnel d'aqueduc. Les détails de l'accident, au cours duquel ils ont été piégés à 35 pieds (10,668 m) sous terre dans un tunnel exigu et mal éclairé, ont suscité un tollé général sur l'absence de normes de sécurité dans le secteur de la construction et ont finalement contribué à une amélioration des conditions de travail en Ontario.

## À proximité
- York Mills Centre
  - Association japonaise du commerce et de l'industrie de Toronto
- Institut canadien d'information sur la santé
- Yonge Corporate Centre
  - CorHealth Ontario (anciennement le Réseau de soins cardiaques de l'Ontario et le Réseau ontarien de prévention des accidents vasculaires cérébraux)
  - Société des loteries et des jeux de l'Ontario
- Fédération canadienne de l'entreprise indépendante
- Parc Jolly-Miller
- Parc de la Vallée de York Mills
- Don Valley Golf Course
- École secondaire catholique de l'abbaye de Loretto
- École progressive Hillcrest